# Elecciones municipales de 2015 en Alcobendas
Las elecciones municipales de 2015 se celebraron en Alcobendas el domingo 24 de mayo, de acuerdo con el Real Decreto de convocatoria de elecciones locales en España dispuesto el 30 de marzo de 2015 y publicado en el Boletín Oficial del Estado el día 31 de marzo. Se eligieron los 27 concejales del pleno del Ayuntamiento de Alcobendas.

## Resultados
El PP ganó las elecciones municipales de Alcobendas, perdiendo la mayoría absoluta, aunque gobernó con mayoría simple gracias a la abstención de Ciudadanos. El PSOE quedó segundo, siendo Rafael Sánchez Acera el líder de la oposición, y Ciudadanos y Sí se Puede fueron los siguientes, respectivamente. UPyD e IU también obtuvieron un escaño, bajando este primero de 5 escaños a tan sólo 1 escaño, debido a la dimisión de José Caballero Domínguez, exalcalde socialista, que lideró este partido en las elecciones de 2011.
A continuación se detallan los resultados electorales:
| Candidatura       | Candidatura                                    | Votos  | %                      | Concejales             |
| ----------------- | ---------------------------------------------- | ------ | ---------------------- | ---------------------- |
|                   | Partido Popular                                | 20 317 | 38,46                  | 12                     |
|                   | Partido Socialista Obrero Español              | 11 572 | 21,90                  | 7                      |
|                   | Ciudadanos-Partido de la Ciudadanía            | 6194   | 11,72                  | 3                      |
|                   | Sí Se Puede!-Alternativa Ciudadana por Madrid  | 5497   | 10,40                  | 3                      |
|                   | Unión Progreso y Democracia                    | 3082   | 5,83                   | 1                      |
|                   | Izquierda Unida Comunidad de Madrid-Los Verdes | 2665   | 5,04                   | 1                      |
| Ganemos           | Ganemos                                        | 1890   | 3,58                   | 0                      |
| Vox               | Vox                                            | 631    | 1,19                   | 0                      |
| Partido Humanista | Partido Humanista                              | 183    | 0,35                   | 0                      |
| Votos en blanco   | Votos en blanco                                | 802    | 1,52                   | n/a                    |
| Votos válidos     | Votos válidos                                  | 52 833 | 100,00                 | 27                     |
| Votos nulos       | Votos nulos                                    | 568    | Participación: 67,53 % | Participación: 67,53 % |
| Votantes          | Votantes                                       | 53 401 | Participación: 67,53 % | Participación: 67,53 % |
| Electores         | Electores                                      | 79 077 | Participación: 67,53 % | Participación: 67,53 % |